# Teodor Gryfita

Clanwapen van Gryf

Teodor Gryfita (ook Cedro van Ruszcza) was vanaf 1231 tot zijn dood in 1237 de Woiwode van Krakau. Hij was een telg van het machtige Gryfici-Świebodów geslacht, clan Gryf. Teodor kocht in 1231 het dorp Mogilany van Miłosława, de weduwe van de Woiwode van Goworek. Hij kreeg in 1234 van Hendrik I van Polen de rechten om kolonisten in de Podhale te vestigen en het klooster van Ludźmierz te stichten. Het is aannemelijk dat Teodor samen met zijn broer Klemens, graaf Pakosław de Oude en twee slotvoogden, Hendrik I van Polen hebben vergezeld in de kruistochten. Hij verkocht het dorp Krzyszkowice in het jaar van zijn overlijden.